# 백제문화재연구원
백제문화재연구원은 문화재의 조사, 연구, 보존, 교육, 홍보를 통해 민족문화를 선양하고 창조적으로 개발함을 목적으로 2008년 6월 2일 설립된 문화체육관광부 소관의 재단법인이다. 사무실은 충청남도 부여군 부여읍 구아리 146-1에 있다.

## 주요 사업
- 문화재의 보호․보존 활동, 학술연구 및 자료발간
- 문화재의 지표조사 및 발굴조사
- 문화재의 보존과 복원 및 활용방안에 대한 연구
- 기타 본 법인의 목적을 달성하기 위하여 필요한 사업